# Irataba
Irataba (sinh khoảng năm 1814 – mất năm 1874) là một nhà lãnh đạo của Xứ Mohave, được người ta biết đến với vai trò là người chủ trương hòa bình với người da trắng và một người hòa giải với Hoa Kỳ. Ông là một nhà hùng biện nổi tiếng và là một trong những người Mohave đầu tiên nói tiếng Anh. 
Ông sinh ra ở gần sông Colorado ngày nay ở Arizona. Irataba là một nhà hùng biện nổi tiếng và là một trong những người Mohave đầu tiên nói tiếng Anh, một kỹ năng ông đã sử dụng để phát triển quan hệ với Mỹ. Hồ sơ ban đầu đề cập ông là người có dáng vóc lớn và thái độ nhẹ nhàng. Đầu tiên Irataba gặp gỡ người Mỹ châu Âu vào năm 1851 khi Ông giúp đoàn thám hiểm Sitgreaves. Năm 1854, ông đã gặp Amiel Whipple, sau đó dẫn đến đoàn thám hiểm đi băng qua Colorado. Một số người Mohave hỗ trợ nhóm, và Irataba đồng ý hộ tống họ đi qua lãnh hổ của Paiute đến Đường mòn Tây Ban Nha Cũ, đưa họ đến miền Nam California. Sau đó, ông giúp đỡ và bảo vệ cuộc thám hiểm khác, khiến một danh tiếng giữa người da trắng là người lãnh đạo bản địa quan trọng nhất trong khu vực.
Chống lại lời khuyên của Irataba, năm 1858, các chiến binh Mohave đã tấn công đoàn xe ngựa người di cư đầu tiên sử dụng đường Beale’s Wagon qua Xứ Mohave. Kết quả là, Bộ Chiến tranh Hoa Kỳ đã phái một biệt đội dưới quyền chỉ huy của Đại tá William Hoffmann bình định bộ tộc
này. Sau một loạt các cuộc đối đầu được gọi là chiến tranh Mohave, Hoffman đã thành công trong việc thống trị Mohave, và ra lệnh họ phải cho phép những người định cư được đi qua lãnh thổ của họ. Để đảm bảo tuân thủ, pháo đài Mohave gì xây gần địa điểm đã diễn ra cuộc chiến
trong tháng 4 năm 1859. Hoffmann cũng đã bỏ tù nhiều nhà lãnh đạo Mohave. Có được ủng hộ cho mối quan hệ thân thiện với người da trắng, Irataba đã trở thành Aha macave yaltanack (lãnh đạo) của Xứ này được bầu chọn, trái với truyền thống thừa kế.
Do kết quả của nhiều tương tác của ông với các quan chức và người định cư Hoa Kỳ, mà Irataba mời đến Washington, D.C., vào năm 1864 để tham dự cuộc họp chính thức với các thành viên của quân đội và chính phủ Mỹ, bao gồm cả Tổng thống Abraham Lincoln. Ông là người người Mỹ bản địa đầu tiên từ miền Tây Nam gặp mặt một vị Tổng thống Hoa Kỳ. Ông đã nhận được sự chú ý đáng kể trong chuyến đi đến thủ đô Hoa Kỳ, và các thành phố New York và Philadelphia, nơi ông được tặng quà, bao gồm một cây gậy đầu bọc bạc từ Lincoln. Khi trở về, ông đã đàm phán việc tạo ra Khu bảo tồn người Anh Điêng sông Colorado, vụ việc ra một sự chia rẽ trong Xứ Mohave khi ông dẫn hàng trăm người ủng hộ ông đến thung lũng sông Colorado. Phần lớn người Mohave mong muốn ở lại quê hương tổ tiên của họ gần pháo đài Mohave và dưới sự lãnh đạo của lãnh đạo cha truyền con nối của họ, Homoseh quahote, là người ít nhiệt tình đối với sự hợp tác trực tiếp với người da trắng. Là lãnh đạo của nhóm Sông Colorado của Mohave, Irataba khuyến khích quan hệ hòa bình với người da trắng, ông đóng vai trò như là một trung gian hòa giải giữa các bộ lạc chiến tranh trong khu vực, và trong những năm sau này của ông tiếp tục dẫn đầu trong các cuộc xung đột đang diễn ra Mohave của họ với người Paiute và Chemehuevi.
Một số nhà sử học xem Irataba một nhà lãnh đạo vĩ đại đã đấu tranh hòa bình, nhưng những người khác cho rằng ông có thể làm nhiều hơn để bảo vệ lối sống người Mohave. Tháng 3 năm 2015, Tù trưởng bộ lạc Mohave Dennis Patch ghi danh Irataba đã đảm bảo rằng "người Mohave ở lại trên đất họ đã sinh sống trên từ thời xa xưa."

## Sách tham khảo
- “Irataba”. Arizona Weekly Miner. XI (23). ngày 5 tháng 6 năm 1874. tr. 1 – qua Chronicling America.
- Andrews, George L. (1870). “Accompanying Papers, No. 38”.  Trong United States Department of the Interior (biên tập). Executive Documents Printed by Order of the House of Representatives During the Second Session of the Forty-First Congress, 1869–'70. 3. Government Printing Office. tr. 646–648. OCLC 30751534.
- Baley, Charles W. (2002). Disaster at the Colorado: Beale's Wagon Road and the First Emigrant Party. Utah State University Press. ISBN 978-0-87421-437-6.
- Braatz, Timothy (2003). Surviving Conquest. University of Nebraska Press. ISBN 978-0-8032-2242-7.
- Bureau of Land Management. “Ireteba Peaks Wilderness”. United States Government. Bản gốc lưu trữ ngày 10 tháng 4 năm 2015. Truy cập ngày 24 tháng 3 năm 2015.
- Carlson, Edward (1886). “The Martial Experiences of the California Volunteers”. The Overland Monthly. Second series. 7 (41): 480–496.
- Caylor, Ann (2000). “A Promise Long Deferred: Federal Reclamation on the Colorado River Indian Reservation”. Pacific Historical Review. 69 (2): 193–215.
- Conrad, David E. (1969). “The Whipple Expedition in Arizona 1853–1854”. Arizona and the West. 11 (2): 147–178.
- Cook, Fred (ngày 25 tháng 9 năm 1985). “Celebration planned by Indian tribes for re-opening of museum”. The San Bernadino County Sun. tr. B-2 – qua Newspapers.com.(yêu cầu đăng ký)
- “Latest from Irataba's Land”. Daily Alta California. 17 (5707). ngày 22 tháng 10 năm 1865. tr. 1.
- Devereux, George (1951). “Mohave Chieftainship in Action: A Narrative of the First Contacts of the Mohave Indians with the United States”. Plateau. 23 (3): 33–43.
- Elsasser, Albert B. (1977). “Mohave Indian Images and the Artist Maynard Dixon”. The Journal of California Anthropology. 4 (1): 60–79.
- Evans, Albert S. (1869). “A Cloud-Burst on the Desert”. The Overland Monthly. 3 (2): 138–143.
- Evans, Albert S. (tháng 7 năm 1870). “Lo-land Adventure”. The Galaxy. W.C. and F.P. Church. 10.
- Fathauer, George H. (1954). “The Structure and Causation of Mohave Warfare”. Southwestern Journal of Anthropology. 10 (1): 97–118.
- Farish, T. E. (1918). “XVI”. History of Arizona (Vol. VIII). Filmer brothers electrotype Company. Bản gốc lưu trữ ngày 6 tháng 8 năm 2015. Truy cập ngày 3 tháng 8 năm 2015.
- Gentile, Carlo. “Ah-oochy Kah-mah & his friend Irateba Two Tonto Apache girls, civilized & christians, good girls; Coyotero Apache woman, sold by her lord & master for 40 yards Manta at Camp Grant; Joséa, Pimo [i.e., Pima] Fat Boy, front view”. Library of Congress Prints and Photographs Division. Truy cập ngày 19 tháng 5 năm 2015.
- Griffin-Pierce, Trudy (2000). Native Peoples of the Southwest. University of New Mexico Press. ISBN 978-0-8263-1908-1.
- Gutekunst, John (ngày 3 tháng 3 năm 2015). “CRIT celebrates 150th anniversary of reservation”. Parker Pioneer. Truy cập ngày 30 tháng 3 năm 2015.
- Hanchett, Leland J. (1998). Catch the Stage to Phoenix. Pine Rim Publishing. ISBN 978-0-9637785-6-7.
- Hinton, Leanne (1979). “Irataba's gift: a closer look at the ṣ > s > θ sound shift in Mohave and Northern Pai”. Journal of California and Great Basin Anthropology Papers in Linguistics. 1 (1): 3–39.
- Hinton, Leanne (1984). Spirit Mountain: An Anthology of Yuman Story and Song. Sun Tracks and University of Arizona Press. ISBN 978-0-8165-0843-3.
- Hunter, L. G. (1979). The Mojave Expedition of 1858–59. Arizona and the West. 21. tr. 137–156.
- “Indian Marriages”. The Daily Democrat. ngày 3 tháng 6 năm 1891. tr. 2 – qua Newspapers.com.
- Ives, Joseph C. (1861). “Part I: General Report”.  Trong United States Army Corps of Topographical Engineers (biên tập). Report upon the Colorado River of the West: Explored in 1857 and 1858 by Joseph C. Ives. Government Printing Office. OCLC 3095199. 36th Congress, 1st Session Senate executive document, unnumbered.
- Johansen, Bruce E.; Pritzker, Barry M. biên tập (2007). Encyclopedia of American Indian History . ABC-CLIO. ISBN 978-1-85109-818-7.
- Knack, Martha C. (2004). Boundaries Between: The Southern Paiutes, 1775–1995. University of Nebraska Press. ISBN 978-0-8032-7818-9.
- Kroeber, Alfred Louis (1925). Handbook of the Indians of California. Courier. ISBN 978-0-486-23368-0.
- Kroeber, Alfred Louis; Kroeber, Clifton B. (1973). A Mohave War Reminiscence, 1854–1880. Dover Publications. ISBN 978-0-486-28163-6.
- Kroeber, Clifton B. (ngày 15 tháng 6 năm 1965). “The Mohave as Nationalist, 1859–1874”. Proceedings of the American Philosophical Society. 109 (3): 173–180.
- Kroeber, C. B.; Fontana, B. L. (1986). Massacre on the Gila. An account of the last major battle between American Indians, with reflections on the origin of war. University of Arizona Press. ISBN 978-0-8165-0969-0.
- Kulp, Neil (ngày 3 tháng 4 năm 1974). “Parker's Irataba receives $5000 plus bonus of meeting Franco Harris”. The Yuma Daily Sun. tr. 3 – qua Newspapers.com.(yêu cầu đăng ký)
- McGinty, B. (2005). The Oatman Massacre: A Tale of Desert Captivity and Survival. University of Oklahoma Press. ISBN 978-0-8061-8024-3.
- McNichols, Charles Longstreth (1944). Crazy Weather. Macmillan. OCLC 1267884.
- Mifflin, Margot (2009). The Blue Tattoo: The Life of Olive Oatman. University of Nebraska Press. ISBN 978-0-8032-1148-3.
- Miller, David H. (1972). “The Ives Expedition Revisited: Overland into Grand Canyon”. The Journal of Arizona History. 13 (3): 177–196.
- Moratto, Michael J. (2014). California Archaeology. Academic Press. ISBN 978-1-4832-7735-6.
- “Arrival of the Indian Warrior, Irataba”. The New York Times. ngày 7 tháng 2 năm 1864. Truy cập ngày 8 tháng 1 năm 2015.
- O'Brien, Anne Hughes (2006). Traveling Indian Arizona. Big Earth Publishing. ISBN 978-1-56579-518-1.
- “Aboriginalities” (PDF). The Omaha Daily Bee. 4 (12). ngày 2 tháng 7 năm 1874. tr. 2 – qua Chronicling America.
- Putzi, Jennifer (2004). “Capturing Identity in Ink: The Captivities of Olive Oatman”. Western American Literature. 39 (2): 176–199.
- Ricky, Donald B. (1999). Indians of Arizona: Past and Present. Native American Books Distributor. ISBN 978-0-403-09863-7.
- Scrivner, Fulsom Charles (1970). Mohave People. The Naylor Company. ISBN 978-0-8111-0335-0.
- Sherer, Lorraine M. (1965). The Clan System of the Fort Mojave Indians. Historical Society of Southern California. OCLC 3512671.
- Sherer, Lorraine M. (tháng 3 năm 1966). “Great Chieftains of the Mojave Indians”. Southern California Quarterly. 48 (1): 1–35.
- Sherer, Lorraine M. (1994).  Vane, Sylvia Brakke; Bean, Lowell John (biên tập). Bitterness Road: The Mojave: 1604 to 1860. Ballena Press. ISBN 978-0-87919-128-3.
- Shumway, G. L.; Vredenburgh, L. M.; Hartill, R. D. (1980). Desert Fever: An Overview of Mining in the California Desert Conservation Area (PDF). Bureau of Land Management. Bản gốc (PDF) lưu trữ ngày 26 tháng 5 năm 2015. Truy cập ngày 3 tháng 8 năm 2015.
- Stewart, Kenneth M. (1971). “Mohave Warfare”.  Trong Heizer, Robert Fleming; Whipple, Mary Anne (biên tập). The California Indians: A Source Book. University of California Press. tr. 431–444. ISBN 978-0-520-02031-3.
- Stewart, Kenneth M. (1969). “A Brief History of the Mohave Indians since 1850”. Kiva. 34 (4): 219–236.
- Swanton, John Reed (1952). The Indian Tribes of North America. Genealogical Publishing Company. ISBN 978-0-8063-1730-4.
- Thrapp, Dan L. (1991). Encyclopedia of Frontier Biography: A-F. University of Nebraska Press. ISBN 978-0-8032-9418-9.
- Utley, Robert Marshall (1981). Frontiersmen in Blue: The United States Army and the Indian, 1848–1865. University of Nebraska Press. ISBN 978-0-8032-9550-6.
- Webb, G. E.; Silliman, B. (1974). “The Mines in Northwestern Arizona in 1864: A Report by Benjamin Silliman, Jr”. Arizona and the West. 16 (3): 247–270.
- Whipple, Amiel Weeks; Ives, Joseph C. (1856). “Part I: Itinerary”.  Trong United States Department of War (biên tập). Reports of Explorations and Surveys to Ascertain the Most Practicable and Economical Route for a Railroad from the Mississippi River to the Pacific Ocean. 3. A.O.P. Nicholson. 33rd Congress, 2nd Session House executive document number 91.
- Wilson, R. Michael (2007). Massacre at Wickenburg: Arizona's Greatest Mystery. Globe Pequot. ISBN 978-0-7627-4453-4.
- Woodward, Arthur (tháng 1 năm 1953). “Irataba: Chief of the Mohave”. Plateau. 25 (3): 53–68.
- “Parker Troth”. The Yuma Daily Sun. ngày 21 tháng 1 năm 1975. tr. 3 – qua Newspapers.com.(yêu cầu đăng ký)
- Zappia, Natale A. (2014). Traders and Raiders: The Indigenous World of the Colorado Basin, 1540–1859. University of North Carolina Press. ISBN 978-1-4696-1585-1.